# Patera de Kottauer
Kottauer Patera
Pour les articles homonymes, voir Kottauer.
La patera de Kottauer (désignation internationale : Kottauer Patera) est une patera située sur Vénus dans le quadrangle de Bell Regio. Elle a été nommée en référence à Helene Kottannerin (en) (Helene Kottauer), écrivaine historique hongroise (1410–1471).